# 腿 (電影)
《腿》（英語：A Leg）是一部2020年的臺灣劇情片，由張耀升執導， 桂綸鎂、楊祐寧和張少懷主演。

## 演員
- 桂綸鎂 飾演 錢鈺盈
- 楊祐寧 飾演 鄭子漢
- 張少懷 飾演 約翰
- 李李仁 飾演 高醫師
- 陳以文 飾演 資深警察
- 張立東 飾演 學弟警察
- 王自強 飾演 醫院保全
- 劉冠廷 飾演 威廉
- 納豆 飾演 救護車司機
- 楊麗音 飾演 病理科楊主任
- 金士傑 飾演 醫院院長
- 善存 飾演 院長秘書
- 劉亮佐 飾演 總務科潘主任
- 林志儒 飾演 清潔人員王牽
- 施名帥 飾演 賭場老闆陳先生
- 黃健瑋 飾演 環保公司司機
- 韓亞熙 飾演 舞蹈教室總機、檳榔西施
- 洪毓璟 飾演 製作證件男子

## 獲獎與提名
| 類別           | 頒獎日期       | 獎項         | 入圍者／作品   | 結果 | 參考  |
| -------------- | -------------- | ------------ | -------------- | ---- | ----- |
| 金馬獎         | 2020年11月21日 | 最佳女主角   | 桂綸鎂         | 提名 |       |
| 金馬獎         | 2020年11月21日 | 最佳男配角   | 張少懷         | 提名 |       |
| 金馬獎         | 2020年11月21日 | 最佳原著劇本 | 鍾孟宏、張耀升 | 提名 |       |
| 金馬獎         | 2020年11月21日 | 最佳造型設計 | 許力文         | 提名 |       |
| 台灣影評人協會 | 2021年3月26日  | 最佳劇本     | 鍾孟宏、張耀升 | 提名 |       |
| 臺北電影獎     | 2021年10月9日  | 最佳配樂     | 盧律銘         | 提名 | [ 2 ] |

## 外部連結
- 互联网电影数据库（IMDb）上《腿》的资料（英文）
- 台灣電影網上《腿》的資料（繁體中文）
- Yahoo奇摩電影上《腿》的資料（繁體中文）
- 豆瓣电影上《腿》的資料 （简体中文）
- 開眼電影網上《腿》的資料（繁體中文）